# The Sims 2
A The Sims 2 egy stratégiai élet-szimulációs játék, melyet a Maxis készített, az Electronic Arts adott ki. Az egyik legtöbbet eladott videójátéknak, a The Simsnek 2000. február 4-i megjelenését követően a folytatás 2004. szeptember 17-én került a magyar boltok polcaira ), majd Magyarországon a második verzió 2004. szeptember 17-én jelent meg, először csak angol nyelven, majd később ingyen becserélték a magyar nyelvű kiadásra.
A játék lényege azonos elődjével, a The Sims-szel, azaz a játékos a simjei életét irányítja: kapcsolatokat alakít ki, mindennapi tevékenységeit végezteti vele, dolgoztatja, szórakoztatja, a való élethez hasonlóan. A játéknak elméletileg nincs vége, új simek születnek. (Ha egy háztartásban minden sim meghal, egy képernyőüzenet jelzi, hogy gyakorlatilag azon háztartás játékának vége van.) A simeknek életcéljaik, akarataik, félelmeik vannak, amiket pozitívan és negatívan is megélhetnek.
A játék a Sims-1-en alapszik, amit továbbfejlesztettek, így a simeknek most már hat életszakasza van, valamint 3D grafikája is jobb lett. A játék megjelenése után azonnal sikeressé vált, egymilliót adtak el belőle az első héten. A játékot sokféle kritika érte, ennek ellenére, mivel 2006 júliusára több mint tizenhárommillió példányt adtak el belőle, a 2004-es év legsikeresebb játékává vált. A játéknak folytatása készült, a The Sims 3, mely 2009. június 2-án jelent meg. A The Sims 2 website 2008 áprilisában ünnepelte a százmilliomodik eladott példányt.

## A játék menete

### Életszakaszok
Egy sim hat életszakaszt élhet meg: újszülött, totyogó, gyerek, kamasz vagy tinédzser, felnőtt és idős. A simek természetes körülmények között idős korban halnak meg, de a pontos időpont attól függ, hogy az életcélszint-mutatójuk milyen módban állt időssé válásuk napján. Természetellenes módon csak tipegő kor után halhatnak meg, a gyerekeket is általában elviszi a szociális gondozó, mielőtt a szükségleteik kritikusan mélyre süllyednének (vagy ha nem jár iskolába, illetve ha elhanyagolják). A különböző életszakaszok különböző kalandokkal szolgálnak, tehát a gyermekek nem képesek olyan dolgokra, melyekre a felnőttek igen. Ilyen a főzés, a kisgyerekek gondozása, valamint a csecsemők felügyelése. Azonban a felnőttek sem tudnak használni például gyerekjátékokat. Annak ellenére, hogy ha egy sim szül, csecsemőnek ad életet, a csecsemő életszakaszt mégsem lehet választani család létrehozásakor, csak a tipegő és magasabb életkorok alkalmazhatók.A PlayStation verzióban nem lehet gyereked.
- Csecsemő (Baby): Ez a sim első életszakasza. Ez a korszak (normális körülmények között) 3 napig tart. A csecsemők sokat alszanak. A simek (felnőttek és tinik) tejet adnak nekik, pelenkázzák, fürdetik és szeretik őket.
- Tipegő (Toddler): Ez a játék második életszakasza. A totyogókat meg lehet tanítani járni, beszélni és kiswc-t használni. A totyogók tejet isznak és bébipépet esznek, melyeket etetőszékben is fel lehet szolgálni nekik. Tanítani őket nem kötelező, de növeli az életcélpontjaikat, míg gyermekké nem válnak.
- Kisgyerek (Child): Ez a harmadik életszakasz. A gyerekek iskolába járnak, és a játékaikkal játszanak. Amennyiben éheznek, otthon hagyják vagy semmibe veszik őket, valamint nem járnak iskolába, elviszi őket a szociális munkás.
- Tinédzser (Teen): Ez a simek negyedik életszakasza. A legtöbb tini képes ugyanazokra a dolgokra, mint a felnőttek, azzal a különbséggel, hogy még iskolába járnak és nem jelentkezhetnek felnőtt munkára.
- Fiatal felnőtt (Young Adult): Ez a simek négy és feledik életszakasza, amit teljes egészében az egyetemen töltenek.
- Felnőtt (Adult): Ez az ötödik életszakasz. Ez a hagyományos The Sims játék.
- Idős (Elder): Ez a hatodik és egyben utolsó életszakasz a sim életében. Úgy élnek, mint a felnőttek, de csak a férfiaknak születhet gyereke, tehát ebben a korban a simek nem lehetnek állapotosak, de örökbe fogadhatnak gyerekeket. A simek folytathatják eddigi munkájukat, de akár vissza is vonulhatnak és nyugdíjat kaphatnak. A munkanélküli idős simek a tinédzserekéhez hasonló munkák közül választhatnak. Hamarabb fáradnak, mint a felnőttek, és mikor meghalnak, utolsó napjukon eljön értük a kaszás, hogy elvigye a sim lelkét.

### Szomszédságok
Az alapjátékban három előre elkészített szomszédság van: Szépkellemes (Pleasentview), Odaát (Strangetown = „furcsa város”) és Veronaváros (Veronaville). A játékos is készíthet magának saját városokat előre megtervezett területeken. A különböző kiegészítőkhöz is vannak előre elkészített szomszédságok. A fő szomszédság Szépkellemes, ami jelen van a Sims 1-ben, a Sims 2-ben és a Sims 3-ban is.

### Simek
A The Sims 2-ben is vannak előre elkészített karakterek és egész családok is. Az előre elkészített karaktereknek már megvan a családfája, és az életútja (emlékei, képességei, munkái, kapcsolatai). Család készítésekor a sim a családfa gyökerétől kezd. Tehát a létrehozott simeknek nem lehet tudni, kik a szüleik.
Simeket Családkészítőben (angolul Create-A-Sim, CAS) lehet alkotni. Itt megadhatjuk a sim nevét, kiválaszthatjuk a bőrszínét, testalkatát, nemét, arcát, haját, haj- és szemszínét, sminkjét, ruháját (felső és nadrág vagy egyberuha), életcélját, tulajdonságait, érzékeny pontjait, vagy akár egy már meglévő simet is át lehet alakítani.
Megjegyzés: A tini és tipegő simek nem maradhatnak egyedül, ezért a játék felhívja a figyelmedet, hogy hozz létre egy felnőtt simet, mielőtt a családot elfogadná.

### Szükségletek
A simeket a szükségleteik irányítják. Egy simnek maximum nyolcféle szükséglete lehet, kortól függően. Ezek:
- Éhség (Ha alacsony, a sim meghalhat.)
- Energia (Ha alacsony, a sim elájul és a földön alszik)
- Ürítés (Ha alacsony, a sim maga alá vizel)
- Higiénia (Ha alacsony, a sim körül zöld bűzcsíkok szállnak fel; a többi sim néha automatikusan az "Undorodik" funkciót alkalmazza)
- Kényelem (ha a simed sok időt tölt talpon akkor kezd elfáradni és jobban csökken még az energia is ilyenkor)
- Szórakozás (Ha alacsony, a sim különböző funkciókat nem alkalmazhat pl. Házi feladat írása, tanulás, stb.)
- Társaság (Ha alacsony, megjelenik a Társasági Nyúl, akivel a sim interakciókat végezhet. Vagy sír, üres szórakozással és környezettel dühöng, hisztizik)
- Környezet. (Kellemes környezetben jobban érzi magát a sim).

Ezeket egy vonal jelzi, melynek színe a sim állapotától függ. Ha ez zöld, akkor magas, ha piros, akkor alacsony a szükséglet kielégítése, a sárga szín különböző árnyalatai a közepest jelentik. A mutatókat minél magasabban kell tartani. Ha a sim éhes, meg kell etetni, ha a szórakozása alacsony, játszani kell vele, vagy tévét nézni. Amennyiben a Szabad Akarat nincs kikapcsolva, a sim egy bizonyos szintig „önműködő” (ha éhes, eszik, ha koszos, lezuhanyzik, stb.). A szükségletek átlagát egy függőleges, középen elválasztott cső jelzi, a hangulatmutató. Ha a sim szükségletei alacsonyak, ez a mutató le fog zuhanni. Amennyiben ez a mutató teljesen lent van, akkor a tini, felnőtt és idős simek meghalhatnak, a kisebbeket elviszi a szociális dolgozó. Ha egy szükséglet alacsonyan van, a sim feje fölött gondolatbuborékban vagy beszédbuborékban megjelenik a szükséglet képe, és a sim toporzékolni kezd. A szükségletek átlagát a sim feje felett lebegő kristály jelzi. A csecsemők szükségleteit (társaság, éhség, ürítés, higiénia és energia) sem a kristály, sem mutatók nem jelzik, azonban a képernyő bal oldalán levő portréjának hátterének színe (piros-sárga-zöld) megmutatja az átlagát.

### A vég
A vég az az állapot, amelyben egy sim meghal. A vég után a sim nem lesz többé irányítható és a képernyő átvált a következő élő, irányítható simre a telken. A halált több dolog is okozhatja, baleset vagy éppen egy előre megtervezett végzet a játék és/vagy a játékos által.
Ha egy sim meghal, a Zord Kaszás megjelenik a telken. A Kaszás, az Életcélszintjük alapján különböző módokon tudatja a simekkel, hogy meghaltak. A telken lévő még irányítható simek könyöröghetnek a Kaszásnak a sim életéért. Ilyenkor a Kaszás egyik kezébe veszi a halott sim lelkét, hátrateszi kezeit, összekeveri őket, majd előrenyújtja az élő simnek, hogy találja meg a sim lelkét. A siker a simek közti kapcsolattól és a szerencsétől függ. Ha egy sim meghal, a Kaszás a sim sírkövét arra a pontra helyezi ahol a sim meghalt. Házon kívül sírkő alakjában, házon belül urna alakjában jelenik meg a sim nyughelye. A halott sim szelleme visszatérhet kísérteni a telken megmaradt simet/simeket. Bár a szellemek is cselekednek, a játékos mégsem irányíthatja őket. A szellemek általában azon szükségleteiket próbálják kielégíteni, amelyek miatt meghaltak, vagy amelyek alacsonyak voltak a sim halálakor. Az élő simek alkalomadtán láthatják a halott ismerőseik szellemeit, de a szellemek halálra is ijeszthetik a simeket, akik ezután ténylegesen is meghalnak. Az alapjátékban nincs lehetőség a simek feltámasztására (ez csak a különböző kiegészítőkkel érhető el).
Ha az utolsó irányítható sim is meghal a telken, a Zord Kaszástól cinikus megjegyzéseket jelenhetnek meg. Lehetséges, hogy használni fog néhány tárgyat a telken, mielőtt elhagyná azt. Legtöbbször iszik egy italt a minibárból, televíziót néz, pihen az ágyon, használja az illemhelyet és játszik a számítógépen.
A The Sims 2-ben összesen 24 halál lehetséges, ebből 9+2 tartozik az alapjátékhoz.
| Megnevezés     | Ok | A szellem színe     | Megjegyzés |   |
| -------------- | --- | ------------------- | --- | - |
| Időskor        | A sim eléri az öregkor végét                                                                          | Fehér               | A simért nem lehet könyörögni.                                                                                                  |   |
| Áramütés       | A sim alacsony műszaki tudással vagy vizesen szerel elektronikai tárgyakat.                           | Sárga               | A sim szelleme megpróbálhatja újra megszerelni a tárgyat.                                                                       |   |
| Betegség       | A sim halálos betegségéből 10 napig nem gyógyul ki.                                                   | Zöld                | - |   |
| Éhség          | A sim éhség-szükségletmutatója teljesen lecsökken.                                                    | Világoskék/Átlátszó | A sim szelleme a hűtőszekrényt fogja nyitogatni. A gyermek és tipegő simeket, mielőtt meghalnának, elviszi a szociális gondozó. |   |
| Vízbe fulladás | A sim energiája lecsökken medencében tartózkodás közben.                                              | Kék                 | A sim szelleme tócsákat hagyhat maga mögött.                                                                                    |   |
| Legyek         | A simet megtámadják a legyek, ha túl sok szemét, piszkos tányér van a szobában.                       | Lila                | A sim szelleme elkezdhet takarítani.                                                                                            |   |
| Műhold         | A sim sokáig nézi a felhőket vagy a csillagokat háton fekve a kertben, egy műhold rázuhanhat a simre. | Narancssárga        | - |   |
| Sokk           | A sim minimum 3 szükséglete lecsökken, miközben egy szellem megijeszti.                               | Rózsaszín           | - |   |
| Tűzhalál       | A sim a tűz közelében tartózkodik, és nem oltja el egy másik sim a tüzet                              | Piros               | A sim szelleme használhatja a jakuzzit, a zuhanyt, vagy a medencét, hogy eloltsa magát.                                         |   |
| Megfulladás    | Ha a sim sok chipset vagy dzsúszt eszik.                                                              | Zöld                | Ez ritka halál.Hasonló a fulladáshoz.                                                                                           |   |
| Baleset        | Ha egy Murphy-ágy a simre esik.                                                                       | Átlátszó            | Nagyvárosi Élet kiegészítő szükséges.                                                                                           | – |

### Betegségek
Tünetek:
- köhögés – A sim kényelmében csökkenést okoz.
- tüsszögés – A sim kényelmében csökkenést okoz.
- émelygés – A sim kényelmében csökkenést okoz.
- hányás – A sim kényelmében csökkenést okoz. A fertőzött sim a fürdőszoba felé fog futni, vagy ha nem talál egyet a padlóra fog hányni.
- hasmenés – A sim ürítésében csökkenést okoz.
- kimerültség – A sim energiájában csökkenést okoz.

A sim a telefon segítségével beteget jelenthet a munkahelyén. Ez csak a munkahelyi jármű megérkezése előtt egy órával érhető el, és a munka kezdete után 1 óráig marad érvényben. Ha a sim nem valójában nem beteg, a sikertelenség a munkahelyi teljesítményében kárt tehet. De ha a sim beteg a hívás mindig sikerülni fog.

#### Betegségek listája
Reggeli émelygés
- Tünetek – hányás, émelygés
- Végzetes – Nem
- Fertőző – Nem

A reggeli émelygés a terhes simekkel, az első trimeszterben mindig megesik. Ugyanazon tünetei vannak, mint az ételmérgezésnek. Ha a sim nő és nem tervezett gyermeket, vagy a sim férfi és nem rabolták el az idegenek, akkor nagy valószínűséggel csak romlott ételt evett.
Ételmérgezés
- Tünetek – hányás, émelygés
- Végzetes – Igen
- Fertőző – Nem

Ha a sim romlott vagy odaégetett ételt evett, 5% esély van rá, hogy ételmérgezést kap.
Megfázás
- Tünetek – köhögés, tüsszögés
- Végzetes – Nem, de 10 nap után tüdőgyulladássá alakulhat
- Fertőző – Erősen

Egy százalék esély van rá, hogy bármely sim, amely munkába vagy iskolába megy megfázik.
Tüdőgyulladás
- Tünetek – köhögés, kimerültség
- Végzetes – Igen
- Fertőző – Kevésbé

Ha a megfázást nem kezelik 10 napon belül, a gyulladás kiterjed a tüdőre is. Ezután néhány nappal a sim meghalhat.
Influenza
- Tünetek – köhögés, hasmenés
- Végzetes – Igen
- Fertőző – Erősen

Ha a sim túl közel megy a csótányokhoz, 5% esély van rá, hogy elkapja a betegséget.
Rejtélyes járvány
- Tünetek – Két véletlenszerű tünet
- Végzetes – Igen
- Fertőző – Extrém gyorsasággal

Úgy is ismert, mint "A Vírus". A simek csak akkor kaphatják el, ha alacsony logikai szinttel használják a biotechnikai állomást. A betegség kevesebb mint 10 napban megölheti a simeket, és mivel nagyon fertőző néhány napon belül az egész szomszédságra kiterjedhet. (Még akkor is ha a sim nem megy munkába, nem találkozik más emberekkel!)

### Aspirációk, életcélok, vágyak és félelmek

#### Aspirációk, életcélok
A simek csak egy aspirációval és életcéllal rendelkezhetnek. Az aspirációk: család, vagyon, tudás, hírnév, románc és felnőni. Az Éjszakák kiegészítővel további 2 elérhető: a kicsapongás és a melegszendvics. Egy sim aspirációját (az alapjátékban) nem lehet megváltoztatni.
Minden aspirációhoz a játék hozzárendel a számos életcél közül egyet. Ez csak tinédzserkorban érhető el. A felnőni aspirációhoz nem tartozik életcél, az a gyerekek aspirációja.
Ha beteljesítjük az életcélt, a platina hangulatmutatót (nem életcélmutatót!) kapunk, ami a sim élete végéig megmarad, sőt 25000 életcélpontot és 10000 befolyáspontot is kapunk. (Némely életcélnál 5000 vagy 0 befolyáspont jár.)
| Család - 6 unoka - Megérni az Aranylakodalmat (Házas simeknél öregkorban elérhető) - Megházasítani 6 gyermeket - Karrierálom: sim Kapitány (Rendvédelem) - 3 gyermek szerezzen diplomát (Egyetem) - 20 kiskutya vagy kiscica felnevelése (Házi Kedvencek) - Legyen belőle Oktatási miniszter (Évszakok, Oktatás) | Vagyon - 100 000 simeoleon keresése - Karrierálom: Bűnöző lángelme (Bűzöző) - Karrierálom: Kórházigazgató (Gyógyászat) - Karrierálom: Mágnás (Üzletember) - 5 piacvezető üzlet (Megnyitottunk, vár az üzlet!) - 6 állatja érje el karrierjének csúcsát (Házi kedvenc) - Legyen belőle „A törvény maga!” (Évszakok) - Legyen belőle űrkalóz! (Évszakok) - A bűvészek királyává válni (Szabadidő) - Az SCIA vezetőjévé válni (Szabadidő) - Várostervezővé válni (Szabadidő) - Poszeidón jobbkezévé válni (Szabadidő) - Világklasszis balett-táncossá válni (Szabadidő) | Tudás - 7 jártasságban eljutni a tökéletességig - Karrierálom: Bűnöző lángelme (Bűzöző) - Karrierálom: Kórházigazgató (Gyógyászat) - Karrierálom: Őrült tudós (Természettudomány) - Legyen belőle játéktervező! (Évszakok) - Legyen belőle médiamogul! (Évszakok) - Legyen belőle Oktatási miniszter (Évszakok, Oktatás) - A bűvészek királyává válni (Szabadidő) - Az SCIA vezetőjévé válni (Szabadidő) - Poszeidón jobbkezévé válni (Szabadidő) - Világklasszis balett-táncossá válni (Szabadidő) - Várostervezővé válni (Szabadidő) |
| Hírnév - Egyszerre 20 legjobb barát - Karrierálom: Élő legenda (Sportoló) - Karrierálom: Polgármester (Politika) - Karrierálom: sim kapitány (Rendvédelem) - Karrierálom: Tábornok (Hadsereg) - 5 piacvezető üzlet (Vár az Üzlet) - Az állatok közül legyen 20 legjobb barátja (Házi kedvenc) - Legyen belőle a törvény maga! (Évszakok) - Legyen belőle médiamogul! (Évszakok) - Legyen belőle rockisten! (Évszakok) | Románc - Egyszerre 20 szerető - Etye-petye 20 különböző simmel - Karrierálom: Élő legenda (Sportoló) - Karrierálom: Híres szakács (Gasztronómia) - Karrierálom: Professzionális partiarc (Munkakerülő) - Legyen belőle rockisten (Évszakok) | |

| Sajtos melegszendvics
- Ez az életcél a Szabadidőben, csak a másodlagos életcélnél érhető el.
- A sim folyton melegszendvicset akar enni.
- Ha a szim melegszendvicset eszik, akkor Melegszendvicset evett emléket fog kapni.

#### Befolyásrendszer
A befolyáspontokat a sim barátok szerzésével és a vágyak (kék keretű vágyak) teljesítésével kaphat. Továbbá a barátok száma határozza meg, hogy egy sim hány befolyásponttal rendelkezhet egy időben. A sim felhasználhatja pontjait, hogy más simeket befolyásoljon vagy parancsoljon nekik.

#### Vágyak és félelmek
A vágyak és a félelmek egy sim nézőpontjai a világra nézve. A sim vágyai teljesítésével és félelmei beteljesülésével életcélpontokat szerezhet, illetve veszthet. Kezdetben a simnek egyszerre 4 vágya és 3 félelme lehet. (Az Egyetem kiegészítővel elérhető az 5. és 6. vágy és a 4. félelem is. A Jó utat! kiegészítő egyes elemeivel, +1 48 óráig fennmaradó vágy is elérhető. Bővebben: The Sims 2: Egyetem és The Sims 2: Jó utat!)
A vágyak kifejezik, hogy a sim mit kíván, mit akar. Ezek között kisebb és nagyobb vágyak lehetnek. A halál túlélésétől, a gyermeknemzésen, a házasságon, az idegenekkel való találkozáson keresztül, a beszélgetésig, játékig egy másik simmel, akár egy dzsúsz elfogyasztásáig tarthat a skála.
A félelmek gyakorlatilag a vágyak ellentétei. Ezeknél is széles a skála, valakinek a halálától, az oltárnál hagyáson, a gyermek elvitelén keresztül, egy-egy rókázás erejéig.
Ha egy vágy vagy félelem teljesül, a helye megüresedik és felcserélődik egy másik vágyra vagy félelemre. Néhány alkalommal a megüresedett hely "magával rántja" a mellette lévő vágyakat/félelmeket és azok is lecserélődnek. A vágyak és a félelmek automatikusan lecserélődnek a nap végén, általában amikor egy sim felébred. A simek vágyai majdnem mindig lecserélődnek, ha egy közösségi telket látogatnak meg. A gyerekek és tinik vágyai és félelmei lecserélődnek, ha hazatérnek az iskolából. A fiatal felnőttek vágyai és félelmei akkor cserélődnek le, ha visszatérnek az órákról, a záróvizsgákról, vagy ha elhagyják az egyetemet. A felnőttek és idősek vágyai és félelmei munkájukból visszatérvén cserélődnek le.
A vágyak és a félelmek ezért lezárhatóak, a rajtuk való jobb kattintással. A lelakatolt vágyak és/vagy félelmek kimaradnak a lecserélődésből, amíg be nem teljesülnek, vagy újabb jobb kattintással el nem lett távolítva róluk a lakat. Egy átlagos sim egyszerre csak egy lakatot használhat, de az egyetem első évét elvégző simek 1 újabb lakatot kapnak.

##### Életcélpontok, életcélmutató
Ha egy vágy teljesül, a sim életcélpontokat kap érte, ha egy félelem teljesül, elveszít pontjai közül. Az életcélmutató ezeket a pontokat tárolja ideiglenesen. Egy bizonyos idő elteltével az életcélmutató folyamatosan kiürül, miközben újabb és újabb életcélpontokkal tölthető fel. Az életcélpontok egy másik számlálóban is megtalálhatóak, így az életcélmutatóból kiürült pontok nem vesznek el. Ha egy sim életcélmutatója alacsonyan van, a sim kétségbeesik. Ezt különböző a aspirációval rendelkező simek másként élik meg. Ha egy sim életcélmutatója kiürül, a terapeuta megjelenik és lökést ad a simnek.
Az életcélmutatónak különféle szintjei vannak. Ezeknek meghatározó feladatuk van egy sim életében. Ha a sim a zöld szint felett vált korszakot, előnyös körülmények között fog felnőni. Viszont a zöld szint alatt hátrányos körülmények között lépi át a korszakot a sim. Ha a sim a platina szintben hal meg, aranykeretű márványsírköve lesz, az átlagos szürke helyett.
| Szint                   | Kapacitás százalékokban |
| ----------------------- | ----------------------- |
| Erős vörös              | 5% alatt                |
| Mérsékelt vörös         | 5%-10%                  |
| Alsó zöld               | 10%-20%                 |
| Felső zöld              | 20%-25%                 |
| Arany                   | 25%-30%                 |
| Platina                 | 30% fölött              |
| Életszakasz             | Kapacitás               |
| Tipegő                  | 3000 pont               |
| Gyerek                  | 6000 pont               |
| Tinédzser               | 9000 pont               |
| Fiatal felnőtt, felnőtt | 12 000 pont             |
| Idős                    | 15 000 pont             |

##### Életcéljutalmak
Az életcélpontokért életcéljutalmakat válthat ki a sim. Ezeknek a tárgyaknak negatív hatásuk lehet, ha a sim az arany életcélszint alatt használja. A zöld szintek esetén 50% esély van a sikerre, a vörös szintek esetén 20%. A legtöbb jutalmat 5 alkalommal használhatják a simek, a megmaradt lehetőségeket a tárgyak különböző módokon jelezni fogják. Az életcéljutalmakat ellophatják, a betörő sim a jutalom pontjaival megegyező simoleonként (§) fogja tekinteni a tárgyakat.
| Név                                     | Felhasználható          | Ára (pontokban) | Hatás | Megjegyzés | Szükséges kiegészítő     |
| --------------------------------------- | ----------------------- | --------------- | --- | --- | ------------------------ |
| Pénzfa                                  | végtelenszer            | 3000            | Siker esetén (rendszeres öntözés mellett): §40 Sikertelenség esetén: §1 | Nem játszható karakterek is használhatják, ennek megelőzésére egy lezárt szobában való elhelyezés javasolt | Alapjáték                |
| Kobaknyugtató                           | 24 óráig                | 5000            | Siker esetén: fent tartja a hangulatmutatót, a szükségletek állásától függetlenül. Sikertelenség esetén: a sim energiája lezuhan és a sim elájul                                                                                     | A Kobaknyugtató használata közben a sim szükségletei gyorsabban alacsonyodnak. Ezt a Kobaknyugtató kiegyensúlyozza mindaddig, amíg a sim le nem veszi a készüléket. Ekkor a hangulatmutatója drasztikusan lezuhanhat.                                                                 | Alapjáték                |
| CsiriBú CsiriBá Masinéria               | 5 alkalommal            | 6250            | Siker esetén: a sim megváltoztathatja aspirációját és a érzékeny pontjait. Sikertelenség esetén: a Masinéria a melegszendvics aspirációt állítja be a simnek.                                                                        | A Masinéria megváltoztatja a sim életcélját is! Ha a sim közel van életcélja megvalósításához, nem ajánlott a Masinéria használata. | The Sims 2: Éjszakák     |
| Felleggyár                              | 5 alkalommal            | 7000            | Siker esetén: a sim megváltoztathatja az időjárást; megváltoztathatja a jelenlegi évszakot; meghosszabbíthatja a jelenlegi évszakot. Sikertelenség esetén: körülbelül 10 másodpercig meteoreső fog hullani, tüzeket okozva a telken. | A lehetőségeket nem lehet egybevonni, minden változtatásért külön kell használni a gépezetet. | The Sims 2: Évszakok     |
| Pasteur HomoGenius intelligens teje     | 5 darab Intelligens tej | 7500            | Siker esetén: a tipegő sim 3 órán át gyorsabban szerezhet jártasságpontokat. Sikertelenség esetén: a tipegő sim elveszít egy véletlenszerű jártasságot.                                                                              | A sikert nem a tipegő életcélmutatója határozza meg, hanem az Intelligens tejet készítő sim életcélmutatója. Az Intelligens tejet tinik, felnőttek és idősek készíthetik el. | Alapjáték                |
| Menő napszemüveg                        | 5 darab napszemüveg     | 10 000          | Siker esetén: fokozza a társas opciók hatékonyságát. Sikertelenség esetén: drasztikus következményei lehetnek egy-egy interakciónak.                                                                                                 | A napszemüveg hatását nem befolyásolja a sim életcélmutatója. A napszemüveg hatása véletlenszerűen dől el az első interakciónál, ha az első opció sikeres, akkor a többi interakció is sikeres lesz; ha az első sikertelen, az összes többi interakció negatív kapcsolatmenetet okoz. | Alapjáték                |
| Örökkedvenc                             | 5 alkalommal            | 12 000          | Siker esetén: az állatok 3 napot fiatalodnak. Nincs sikertelenség lehetőség. | Az állat nem fog visszalépni előző életszakaszába. Az állat nem fog automatikusan a tálkából enni, az odahívás opcióra kattintva a tálkán viszont már igen. | The Sims 2: Házi kedvenc |
| Eklektikus és Enigmatikus Energiaforrás | 5 alkalommal            | 14 000          | Siker esetén: maximalizálja a sim szükségleteit. Sikertelenség esetén: a simnek lezuhannak a szükségletei. | Sikertelenség esetén a sim nem tud meghalni. Ha a sim energiája nagyon alacsony, a sim kilép a gépezetből mielőtt az működésbe lépne. (Ez nem számít bele az 5 alkalomba.) | Alapjáték                |
| Gondolkodó sapka                        | 24 óráig                | 16 000          | Siker esetén: a sim gyorsabban sajátít el jártasságokat. Sikertelenség esetén: a sim szükségletei lezuhannak, a sim elveszít egy jártasságpontot és a gépezet ki is üti a simet.                                                     | - | Alapjáték                |
| SimSzívó                                | 5 alkalommal            | 17 500          | Siker esetén: a sim elszívhatja egy másik sim egy jártasságpontját, vagy 3000 aspirációpontját. Sikertelenség esetén: a sim átadja a célzott simnek egy jártasságpontját, vagy 3000 aspirációpontját.                                | Mindkét esetben a simek kapcsolata megromlik. | Alapjáték                |
| Szerelemkád                             | 4 óráig                 | 20 000          | Siker esetén: a simek közötti kapcsolat gyorsabban erősödik meg, az egyes interakciókat a simek jobban elfogadják, mint máshol, nagyobb hatással van minden interakcióra. Nincs sikertelenség lehetőség.                             | A jakuzzi hatásai csak akkor érvényesek, ha a gyertyák még égnek, tehát nem telt még el a 4 óra. A simeknek nagyobb esélyük van teherbe esni. | Alapjáték                |
| Zseni-Zsé Pénzhamisító Masinériája      | 3 óráig (végtelenszer)  | 27 500          | Siker esetén: a sim pénzt hamisíthat, amit a háztartás egyenlegéhez ad. Sikertelenség esetén: a simet megbírságolják és a masinériát többé nem lehet használni.                                                                      | A 3 óra leteltével a masinériát tovább lehet használni, csak az fel fog gyulladni. A tűz elégeti az addig hamisított pénzt, és használhatatlanná teszi a masinériát. A 3 óra leteltével a sim életcélmutatója nem befolyásolja a masinéria hatását.                                   | The Sims 2: Egyetem      |
| Életelixír                              | 5 alkalommal            | 30 580          | Siker esetén: a sim 3 nappal megfiatalodik. Sikertelenség esetén: a sim 3 napot öregszik. | Az életelixírt (megerősített források szerint) Mortimer Goth találta fel. A sim nem fog visszalépni előző életszakaszába. | Alapjáték                |

## Kiegészítő lemezek
- The Sims 2: Egyetem
- The Sims 2: Éjszakák
- The Sims 2: Megnyitottunk – Vár az üzlet!
- The Sims 2: Házi kedvenc
- The Sims 2: Évszakok
- The Sims 2: Jó utat!
- The Sims 2: Szabadidő
- The Sims 2: Nagyvárosi élet

## „Cuccok” csomagok
A rendes „nagykiegészítőkön” kívül, Az EA kiad úgynevezett „Cuccok” kiegészítőket. Ezekben zömében csak tárgyakat, díszeket, bútorokat, ruhákat találunk, és legtöbbjükbe nem került újabb funkció/opció. Ezek a »minikiegészítők« megjelenési sorrendben (dőltbetűvel az eredeti cím):
- The Sims 2: Karácsonyi Party csomag (Christmas Party Stuff) (kivonták a forgalomból, helyette egy bővebb változatot, a Télapós cuccokat lehet kapni)
- The Sims 2: Mesés díszletek Cuccok (Family Fun Stuff)
- The Sims 2: Csilli-villi Cuccok (Glamour Life)
- The Sims 2: Télapós Cuccok (Happy Holiday) (Új funkciók: Hóember: Testcsere; Kinti Szarvasdísz: Paskolgassa; Fagyöngy: Adjon ünnepi csókot... XY simnek)
- The Sims 2: Bulis! Cuccok (Celebration)
- The Sims 2: H&M Divatos Cuccok (H&M Fashion)
- The Sims 2: Trendi Tini Cuccok (Teen Style)
- The Sims 2: Konyhai és Fürdőszobai Lakberendezési Cuccok (Kitchen and Bath Stuff)
- The Sims 2: IKEA Álomotthon Cuccok (IKEA Home Stuff)
- The Sims 2: Paloták és Parkok Cuccok (Mansion and Garden Stuff) (Új funkciók: Lépcső: Lecsúszik /csak gyerek vagy tini, 8-as szintű játékosság/; Kerti Virág: Szagolja meg)

## Kódok
Figyelem! A kódok használata csökkentheti a játékélményt!
A játékban vannak bizonyos könnyítő kódok. A kódablakba(Cheat Window) kell ezeket beírni, amit a CTRL+SHIFT+C billentyűkombinációval lehet megjeleníteni.
Csalások az alapjátékhoz:
- motherlode – A családi kassza 50.000 simoleonnal gazdagodik.
- Kaching – A családi kassza 1000 simoleonnal gazdagodik.
- maxmotives – Feltölti a telken élő, illetve a telekre látogató simek szükségleteit.
- motiveDecay – Lecsökkenti a telken élő, illetve a telekre látogató simek szükségleteit.
- motivedecay off/on – Megállítja vagy elindítja a szükségletek csökkenését.
- Aging off/on – Öregedés leállítása, indítása.
- help – Megjelenít pár kódot (nem az összeset).

Csalások a Vár az üzlet!-ben:
- AddneighbortoFamilycheat (on/off) – Lehetővé tesz egy új interakciót, amelynek segítségével az NJK karakterek (nem játszható karakterek) hozzáadhatóak a családhoz.
- Forcetwins – Ha a sim várandós, ezzel a kóddal ikrei születnek.
- Plumbbobtoggle (on/off) – Ez kikapcsolja a sim feje feletti gyémántot.
- Wall Placement Restrictions Removed Cheat – Foglalt falakra is helyezhető tárgyak.

Csalások a Házi kedvencben:
- BoolProp petActionCancel (on/off) – Az állatok cselekedetei törölhetővé válnak.